# Most Kłokoczycki
Most Kłokoczycki – most położony na osiedlu Kłokoczyce we Wrocławiu. Jest przeprawą mostową zapewniającą drogowe i piesze połączenie osiedla z Psim Polem oraz centrum miasta. Most położony jest nad rzeką Dobra, w ciągu ulicy Kłokoczyckiej. Konstrukcję mostu stanowi stalowy ruszt składający się z 6 dwuteowników stężony czterema poprzecznicami z ceowników.Konstrukcja zespolona jest z żelbetową płytą. Konstrukcja jednoprzęsłowa z nawierzchnią bitumiczną.